# Rosine Stoltz

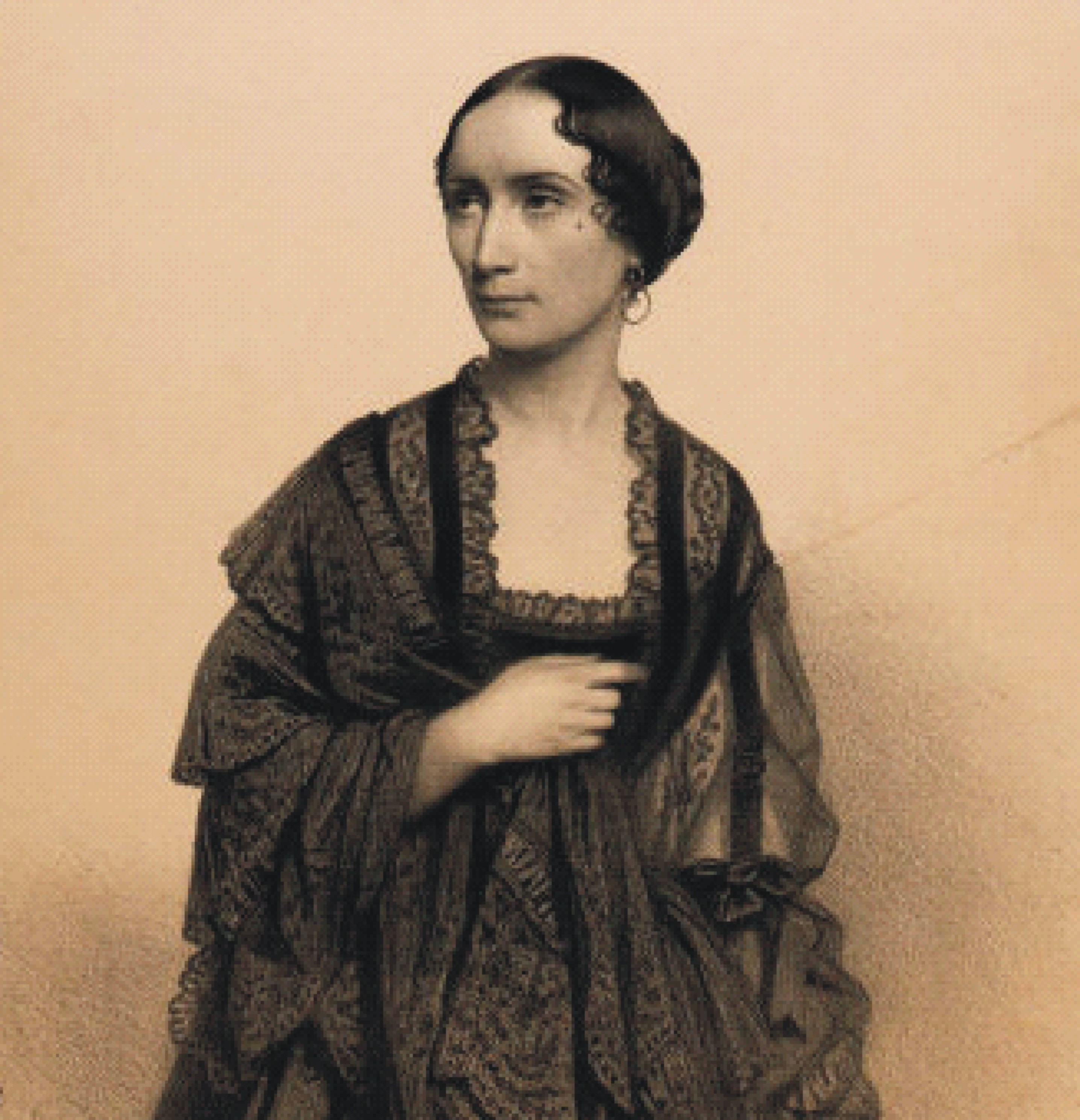
Victorine Noël alias Rosine Stoltz um 1850

Rosine Stoltz, auch Rosina Stoltz, eigentlich Victoire Noël oder Victorine Noël (geboren am 13. Januar 1815 in Paris; gestorben am 30. Juli 1903 ebenda) war eine französische Opernsängerin (Mezzosopran).

## Leben

### Karriere

#### Kindheit und Ausbildung
Als Tochter des Hausmeisterehepaares Florentin Noël und Clara Stoll wuchs Victorine in bescheidenen Verhältnissen am Boulevard du Montparnasse in Paris auf. Schon als Kind erfand sie eine andere Herkunftsgeschichte, da ihr der eigene Nachname (franz. Noël = dt. Weihnachten) lächerlich vorkam. Gleichzeitig machte sie sich zwei Jahre älter. So behauptete sie, als Rosé Niva in Spanien am 13. Februar 1813 geboren zu sein. Sehr früh habe es sie dann nach Paris verschlagen, wo ihre Mutter ein Haus am Boulevard du Montparnasse führe, im ganzen Viertel als la mère Noël bekannt.
Nach dem Tod ihres Vaters wechselte Victorines Mutter zu einer Arbeitsstelle an der Pariser Oper. Hierdurch bekam ihre Tochter erste Kontakte zur Opernwelt und durchlief eine musikalische Ausbildung in Alexandre-Étienne Chorons Königlichem Institut für klassische und religiöse Musik. Choron sollte später die Leitung der Pariser Oper übernehmen. Die zufällige Übereinstimmung des von ihr angegebenen Geburtstermins mit dem Todestag des Grafen von Berry verhieß ihr die Zuwendung dessen Witwe, der Gräfin von Berry, die tatsächlich dafür Sorge trug, dass Mutter und Tochter Noël in die vornehmere Umgebung der Rue du Regard im 6. Arrondissement umziehen konnten. Gräfin Berry unterstützte auch finanziell Victorines Gesangs- und Theaterausbildung.

#### Frühe Erfolge
In der 1830er Revolution wurde das Institut Charon geschlossen und Victorine brach ihre Gesangsausbildung ab. Bereits 1831 erhielt sie durch Vermittlung eines anderen Protegés, des Barons Ternaux, eine Anstellung als Chorsängerin am Théâtre du Parc in Brüssel. In diesem renommierten Haus trat die Sängerin in der poetischen Komödie Les Trois Châteaux und bald darauf in dem Schwank Fille de Dominique unter ihrem ersten Künstlernamen Rosine Ternaux auf. Ihr Weg führte sie über Engagements als zweite Sängerin in Spa und Antwerpen 1834 nach Lille, wo sie ihre ersten Fachpartien sang. Noch im selben Jahr zog es sie zurück an die Oper Antwerpen. Hier hatte sie so viel Erfolg, dass der Direktor sie wieder nach Brüssel verpflichtete, als er 1835 die Leitung des Théâtre du Parc übernahm.
In dem Theater, in dem sie keine vier Jahre zuvor noch als einfache Choristin debütierte, wurde sie als neu entdeckter Star angekündigt und nannte sich jetzt Héloïse Stoltz. Das Publikum bereitete ihr einen olympischen Triumph bei der Uraufführung von Fromental Halévys Oper La Juive. Ihr erster Lehrer Choron, nun Leiter der Pariser Oper, wurde auf seine ehemalige Schülerin aufmerksam, die in Brüssel als begeisternde Komödiantin ebenso wie als hervorragende Sängerin gefeiert wurde.

#### Operndiva

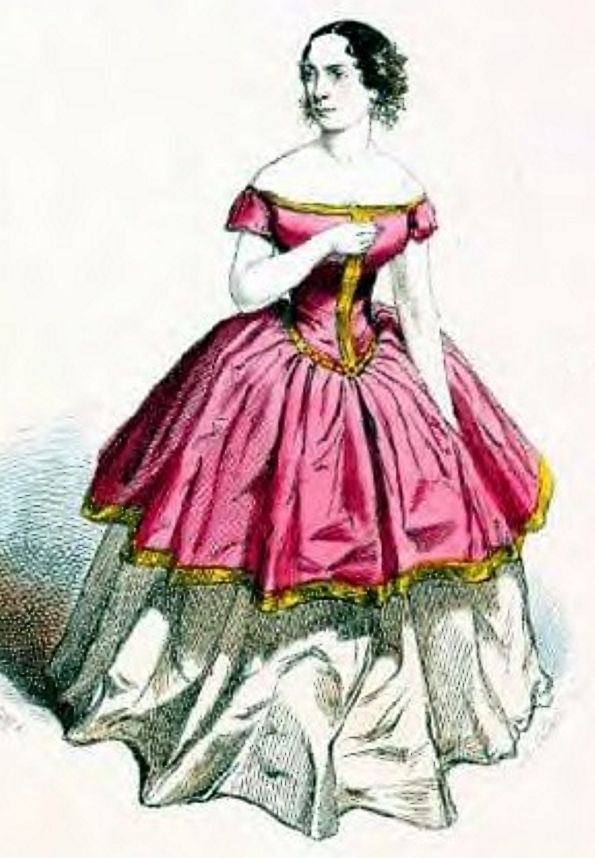
Rosine Stoltz im Kostüm Die Favoritin

1837 inszenierte Charles-Edmond Duponchel für die Pariser Oper ebenfalls Halévys La Juive und besetzte auf Empfehlung des Tenors Adolphe Nourrit und auf Anraten Charons die Hauptrolle mit Victorine unter ihrem Künstlernamen Rosine Stoltz, den sie von nun an ausschließlich benutzte. Auf den überwältigenden Erfolg in dieser Oper folgten weitere in Die Hugenotten von Giacomo Meyerbeer und Der Freischütz von Carl Maria von Weber.
1840 übernahm Rosine Stoltz die Rolle der Leonore in Die Favoritin von Gaetano Donizetti. Wenig später sang sie die Titelpartie in Halévys Oper La reine de Chypre (1841) sowie Odette in dessen Charles VI (1843).
In den folgenden zehn Jahren feierte Rosine Stoltz an der Pariser Oper einen Erfolg nach dem anderen. Sie sang die Hauptpartien in 14 Opern, darunter die Rolle der Desdemona in Rossinis Otello. Publikum und Kritiker lagen ihr zu Füßen. Théophile Gautier zweifelte nicht daran, dass sie eine besondere Stellung einnimmt unter den besten Kräften der Oper und pries sie als einzige lyrische Tragödin ihrer Epoche.
Leider trübt den Glanz ihres unbestrittenen Könnens das menschliche Bild der gefeierten Sängerin. Ihre Anmaßungen und Intrigen bereiteten schließlich ihrer Karriere an der Pariser Oper ein plötzliches und von ihr unerwartetes Ende, wozu ein Skandal bei der Aufführung des Rossini-Pasticcios Robert Bruce beitrug. In zorniger Überheblichkeit bot sie der königlichen Theaterkommission an, ihren Vertrag vorzeitig zu lösen. Die Kommission nahm das Angebot an, und Rosine Stoltz verließ im März 1847 das damals bedeutendste Opernhaus. Von da an gab sie zunächst Gastspiele an französischen Provinztheatern und im benachbarten Ausland, ab 1852 nur noch an den großen Bühnen West- und Südeuropas, sowie Nord- und Südamerikas, kehrte aber immer wieder kurzzeitig nach Paris zurück und wohnte dann im ersten Hotel der Stadt, dem Cosmopolite in der avenue de l’Opéra. Oft war sie auch Gast des Herzogs Ernst II. von Sachsen-Coburg und Gotha, einer ihrer glühendsten Verehrer, und residierte dann in Gotha, ohne jedoch in einem der herzöglichen Theater in Gotha und Coburg jemals aufzutreten.
1852, 1853, 1855 und 1859 wurde sie von Don Pedro II., Kaiser von Brasilien, persönlich eingeladen, im staatlichen Theater Rio de Janeiros aufzutreten. Dabei erhielt sie ein Jahresgehalt von bis zu 400.000 Francs. Der Herrscher zeigte nicht nur rein musikalische Interessen. Einmal ließ er bei einer Wohltätigkeitsveranstaltung, bei der Rosine Stoltz sang, den Weg von der Wohnung der Sängerin bis zum Theater mit Rosenblättern bestreuen. Sie kehrte Anfang 1855 für kurze Zeit an die Pariser Oper zurück, um die eigens für sie geschriebene Rolle der Fidès in der Oper Le prophète von Meyerbeer zu zelebrieren, bevor sie sich endgültig aus der Pariser Opernszene verabschiedete.
1856 trat sie wieder vorübergehend im Brüsseler Opernhaus mit der romantischen Oper Santa Chiara auf, die Herzog Ernst II. von Sachsen-Coburg-Gotha eigens für sie geschaffen hatte. Bis 1865 erfüllte sie noch einen Gastvertrag an der Mailänder Scala, danach trat sie nicht mehr öffentlich auf.

### Privatleben

#### Amouren und Ehen
Ihre verführerische Weiblichkeit, verbunden mit maßlosem Ehrgeiz, kindlichen Phantastereien und ausgeprägter Lügenhaftigkeit, prägte nicht nur Rosines Karriere als Opernstar, sondern auch ihr Verhältnis zu Männern. So gelang es ihr stets, auch durch Intrigen, Verbindungen zur gehobenen Schicht und besonders zum Adel zu knüpfen. Einige ihrer Liebschaften wurden bekannt, zum Beispiel die mit Léon Pillet, dem zeitweiligen Leiter der Pariser Oper, und mit Jean-Gaspard Deburau, dem Pierrot des Théâtre des Funambules, dem sie finanziell die Ausstattung seines eigenen Theaters ermöglichte. Besonders durch ihre Verbindung mit Pillet konnte sie einige ihrer möglichen Rivalinnen ausschalten, so die Sopranistin Julie Dorus-Gras. Dass diese Manöver ihr letztendlich eine schlechte Reputation nicht nur innerhalb der Theatertruppe, sondern auch in der Öffentlichkeit einbrachten, störte sie wenig.
Nach eigener Aussage war sie dreimal verheiratet, was aber anzuzweifeln ist. Sicher ist einzig, dass sie am 2. März 1837 in Brüssel den Advokaten und Administrator des Théâtre de la Monnaie, Alphonso Auguste Lescyer, heiratete, von dem sie sich aber wieder trennte.
1872 ließ sie in der Gazette musicale durch eine etwas vage Anzeige veröffentlichen, sie habe den Herzog Carlo Raimondo Lesignano di San Marino geehelicht. Dies konnte aber nicht möglich sein, denn ein Adelsgeschlecht Lesignano war nach dem recht zuverlässigen französischen Adelslexikon nie existent. Außerdem bezeichnete sie sich selbst in besagter Anzeige durchaus hochstaplerisch als Madame la Comtesse Rosina de Ketschendorf, geborene Marquise d’Altavilla, statt geborene Noël, wie es der Wahrheit entsprochen hätte.
1878 gab sie ihre dritte Heirat mit Don Emanuel Godoy de Bassano, Princeps de la Paz, bekannt. Diese Ehe wird durch die tatsächliche Existenz dieses Fürstenhauses wahrscheinlich, ist aber nirgendwo belegt.

#### Der Sohn
Nachdem Rosine Stoltz 1847 die Pariser Oper verlassen hatte, verkaufte sie im Mai des Jahres ohne Wissen ihres Liebhabers Léon Pillet nach dessen beruflichem Scheitern an der Oper seine Villa und die gesamte, über Jahre hinweg von ihm erworbene wertvolle Einrichtung. Zu dieser Zeit war sie schwanger.
Am 21. Januar 1848 kam unehelich ihr Sohn Charles Raymond zur Welt, als dessen Vater 20 Jahre später ein Carl de Ketschendorf, seines Zeichens Legationsrat des Herzogtums Sachsen-Coburg und Gotha in Paris, angegeben wurde. Sie selbst behauptete aber: „Der Fürst Napoléon Bonaparte, der mich im Exil liebte, ist sein Vater.“ Beide Versionen sind wenig wahrscheinlich, wie Rosines weiterer Lebensweg zeigt.

### Baronin von Ketschendorf

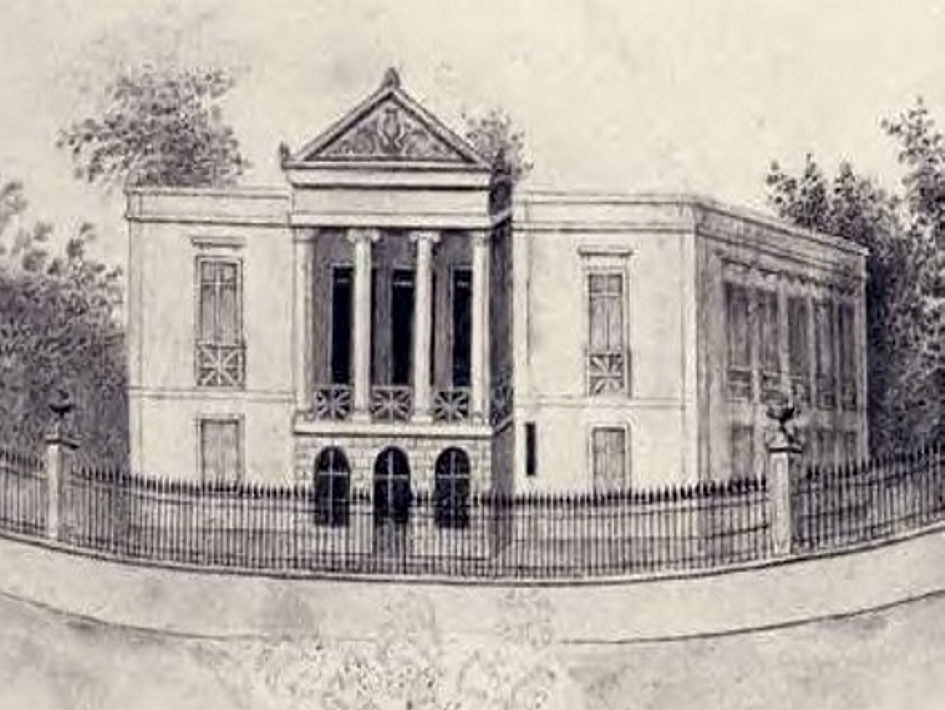
Villa Stoltz in Paris 1861

Während ihrer Abstinenz von der Pariser Opernwelt ab März 1847 hielt sich Rosine Stoltz, wie schon erwähnt, des Öfteren, und wie berichtet auch längere Zeit, im thüringischen Gotha auf. Herzog Ernst II. von Sachsen-Coburg und Gotha, seines Zeichens ein Freund von Kunst und Sängerinnen, gab ihr ein angemessenes Quartier in einer schlossähnlichen Villa und besuchte sie dort, fernab seiner Residenz und seiner Gemahlin in Coburg. Der volkstümliche Herzog, in seiner Ehe kinderlos und ohne direkten Nachfolger, brüstete sich später wiederholt damit, „außerehelich keinesfalls kinderlos gewesen zu sein“. 1856 ehrte der Herzog die verehrte Opernsängerin mit der eigens von ihm für sie geschriebenen romantischen Oper Santa Chiara, die sie in Brüssel auf der Bühne verkörperte.

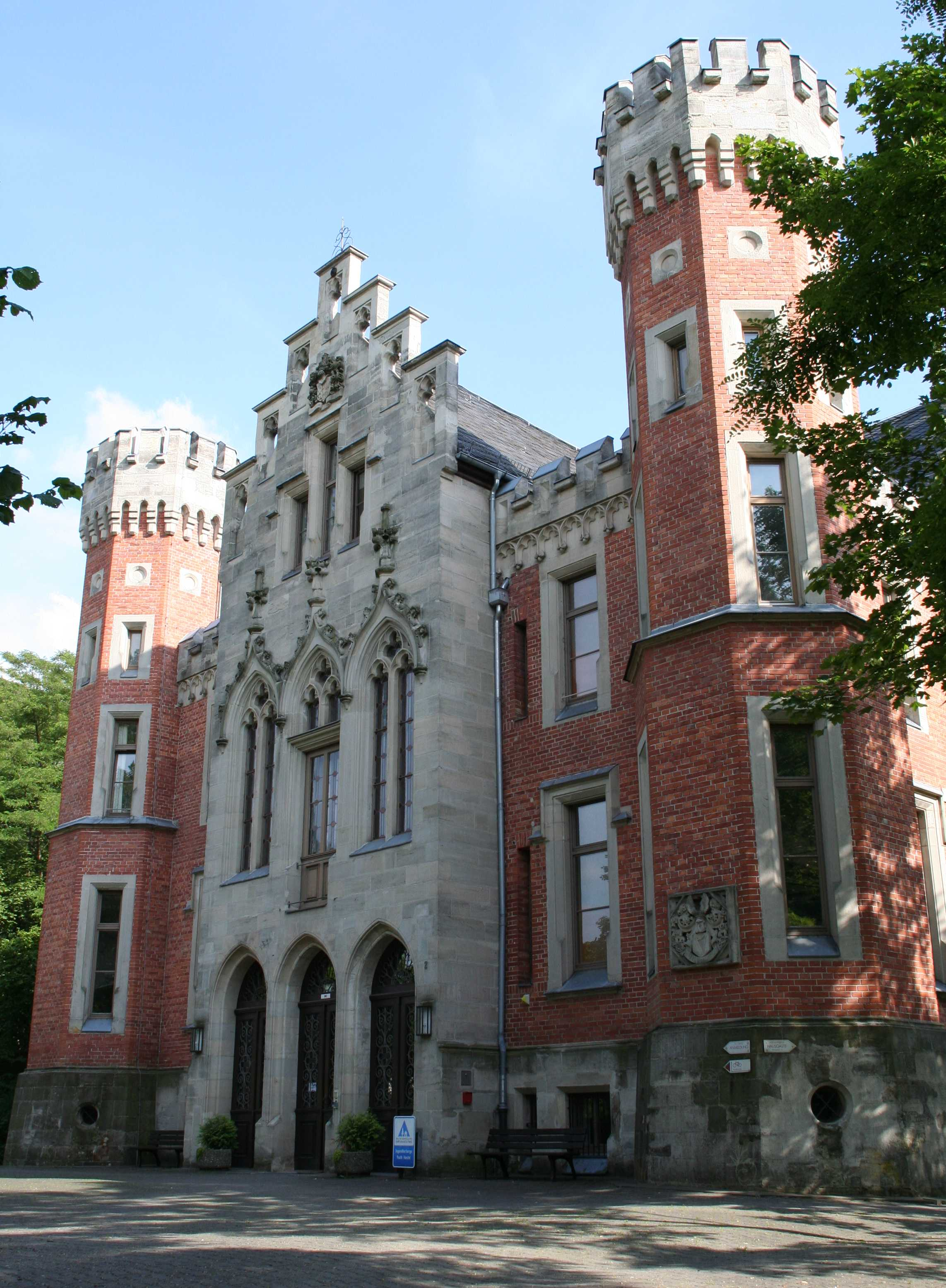
Schloss Ketschendorf in Coburg

Rosine Stoltz bedrängte den Herzog, sie kraft seines Amtes zu adeln, und schob stets als Grund das Wohlergehen ihres Sohnes Charles vor. Ihre wiederholten kurzen Aufenthalte in Paris nutzte sie 1860, sich dort von dem Architekten Pierre-Joseph Olive ein außergewöhnliches Haus im pompejanischen Stil bauen zu lassen, das 1874 von Auguste Hériot erworben und 1882 von Olympe Hériot abgerissen wurde. Ernst II. erhob sie schließlich 1865 in den Adelsstand. Sie durfte sich fortan Freifrau von Stolzenau und ab 1868 Baronin von Ketschendorf nennen, ihr Sohn ab dann Karl Freiherr von Ketschendorf, was Ernst II. wohl dazu bewog, einen fast gleichnamigen Vater zu erfinden.
Im gleichen Jahr erhielt Stoltz von Ernst II. das Schloss Ketschendorf bei Coburg mit den dazugehörigen Parkgrundstücken für 100.000 Francs. Sie ließ, wiederum von Ernst II. ermöglicht, das Schloss abreißen und im Stil der Neugotik nach ihren Vorstellungen und den Plänen des Coburger Baumeisters Georg Rothbart neu errichten. Hier residierte sie dann ganze zwei Jahre und begab sich zurück ins Hotel Cosmopolite ihrer Heimatstadt Paris.

### Alter
Es scheint so, dass sie im Alter ihre unzähligen Lügen und Fehltritte in mit zum Teil sinnlosen Wohltaten sühnen wollte. Ihr beträchtliches Vermögen hatte sie in eine jährliche Rente von 75.000 Francs monatlich umgewandelt. Doch fast ihr gesamtes Einkommen spendete sie zu guten Zwecken einer von ihr bestimmten Auswahl von Mönchen. Bei ihrem Tod 1903 besaß sie keinen Centime und wurde auf Kosten der Pariser Behörde in einem Armengrab beigesetzt.
Ihr Sohn Karl von Ketschendorf war schon vier Jahre vor ihr gestorben und dessen ältester Sohn Ernst bereits 1873 als englischer Staatsangehöriger im Burenkrieg gefallen. Der jüngere Enkel der Sängerin, Arkadius, legte 1913 den Namen von Ketschendorf ab und nahm als ebenfalls englischer Staatsangehöriger den Namen Kerry an.
Es soll nicht unerwähnt bleiben, dass Rosine Stoltz auch eigene Liedkompositionen in einer Sammlung von zehn Melodien hat herausgegeben lassen. Sie sollen laut Kritik „nicht schlecht“ gewesen sein.